# Nöllenbrücke

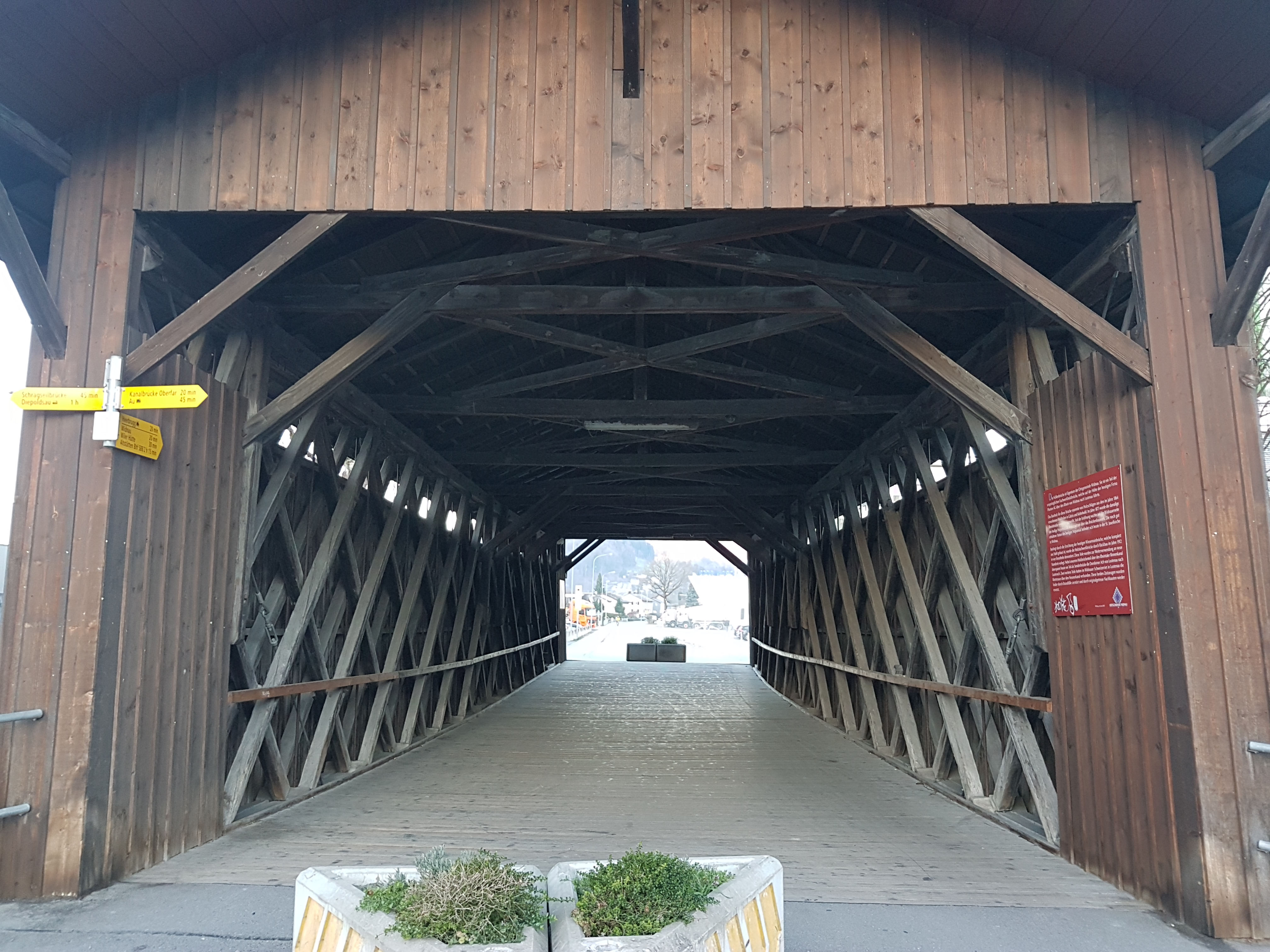
Nöllenbrücke von Westen gesehen

Die Nöllenbrücke (401 m ü. A.) liegt auf dem Gemeindegebiet der Gemeinde Widnau in Sankt Gallen, Schweiz. Sie steht im Eigentum der Gemeinde Widnau.
Über die Brücke führt auf derselben Fahrbahn der Fußgänger- und Veloverkehr. Die 1912 errichtete Brücke wurde vor allem für Transportzwecke errichtet und überquert den Rheintaler Binnenkanal.

## Geschichte
1875 wurde auf Kosten der Gemeinde Widnau etwas südlich der heutigen Stahlbrücke (Wiesenrainbrücke) eine gedeckte Holzbrücke über den Alpenrhein errichtet, um die in Österreich gelegenen landwirtschaftlichen Grundstücke der Widnauer Bauern (sogenannte „Schweizer Rieder“ im südlichen Teil Lustenaus) einfacher bewirtschaften zu können. Diese „Privatbrücke“ der Schweizer Bauern war für den öffentlichen Grenzverkehr nicht freigegeben. Die österreichische Finanzbehörde wollte keine zusätzliche Zollstelle am Wiesenrain/nach Widnau. Den anderen beiden Rheinbrücken im Gemeindegebiet von Lustenau bzw. in die Schweiz, der Oberfahrbrücke und der Unterfahrbrücke, sollte auch keine zusätzliche Konkurrenz entstehen. Diese gedeckte private Holzbrücke bei Widnau wurde 1912 im Zuge der Rheinregulierungsarbeiten abgebrochen.
Die bisherige gedeckte Holzbrücke (später als Alte Widnauer Brücke bezeichnet) wurde in vier Teile aufgespaltet und ein Teil wurde zur heute noch bestehenden Nöllenbrücke in Widnau. Die Marktgemeinde Lustenau und die Hofsteiggemeinden in Österreich erwarben 1914 den mittleren Teil der Brücke und adaptierten diese für die nunmehrige Senderbrücke. Zwei weitere Teile dieser Rheinbrücke wurden als lokale Brücken weiterverwendet und führten in den Widnauer Teil des Schweizer Ried in Lustenau (diese beiden Brücken sind abgebrannt).

## Bauwerk

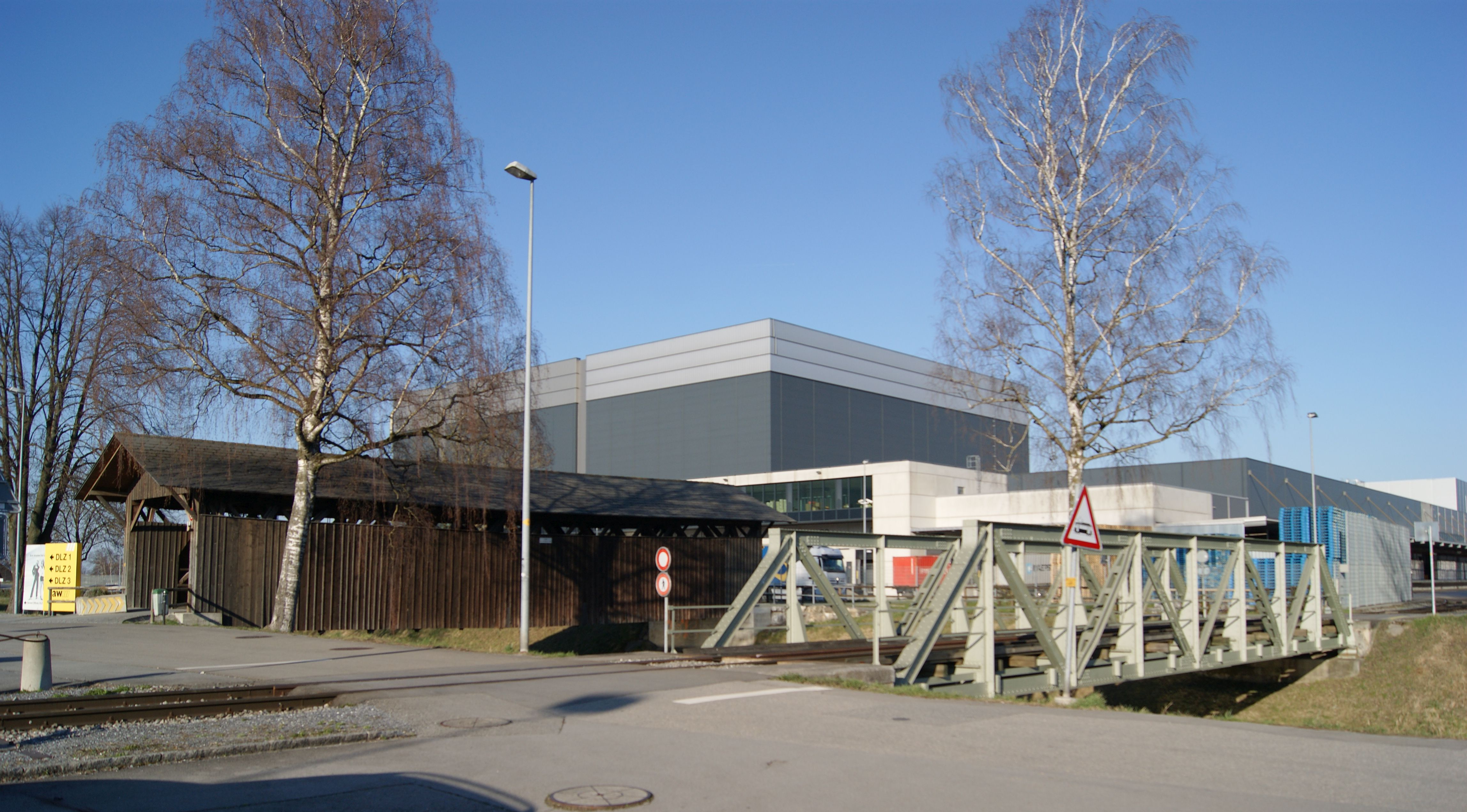
Neben der Nöllenbrücke befindet sich eine in Betrieb befindliche Eisenbahnbrücke

Die Brücke mit Howeschen Trägern hat eine Länge von etwa 26 Meter und führt von Ost nach West über den Rheintaler Binnenkanal. Die Brücke hat ein mit Faserzement-Schindeln eingedecktes Satteldach. Sie ist für Velos befahrbar.
Die Nöllenbrücke wird auch bei Bedarf als Kunst-Ausstellungshalle verwendet.
Etwa 23 Meter südlich entfernt befindet sich eine Eisenbahnbrücke, die parallel zur Nöllenbrücke verläuft.